# 周仕
周仕（1576年—？），字汝信，號顯吾，陝西西安府三原縣人，明朝政治人物。

## 生平
萬曆三十一年（1603年）癸卯科陝西鄉試第十四名舉人，三十五年（1607年）中式丁未科會試第一百九十九名，三甲第一百八十名進士。都察院觀政，授鍾祥縣知縣，三十八年（1610年）調寧晉縣知縣，四十一年（1613年）升兵部主事，四十八年（1620年）升員外郎，天啟元年（1621年）升職方司郎中，三年（1623年）改武選司郎中，同年出為山西布政使司右參政，五年（1625年）升山西按察使，六年（1626年）升河南右布政使，崇禎元年（1628年）考察。

## 家族
曾祖周玉；祖父周廷奎；父周良臣，母李氏。永感下。